# Июнь 2018 года

Список событий июня 2018 года.

## События
- 1 июня
  - В Белом доме прошла встреча президента США и заведующего отделом единого фронта Трудовой партии КНДР Ким Ён Чхолем, подготавливающая встречу глав США и КНДР[1].
  - Власти Испании утвердили новое правительство Каталонии, в котором прямое управление Мадрида над регионом прекращается[2].
  - Премьер-министр Испании Мариано Рахой, который занимал должность председателя правительства Испании с декабря 2011 года ушёл в отставку[3].
  - Правая французская партия Национальный фронт официально сменила название на Национальное объединение[4].
  - США наложили вето на проект резолюции Совбеза ООН о защите палестинцев[5].
  - На Украине запретили российскую купюру и монету с изображением Крыма[6].
  - В Италии сформировали новое правительство, которое возглавил Джузеппе Конте[7].
  - Россия возглавила Совет Безопасности ООН[8].
  - Испанский парламент вынес вотум недоверия правительству Рахоя[9].
  - В Гвадалахе (Испания) стартует чемпионат Европы по художественной гимнастике.
  - Грузия официально разорвала все дипломатические отношения с Сирией[10].
- 2 июня
  - Глава Испанской социалистической рабочей партии Педро Санчес принес присягу и официально стал председателем правительства Испании[11].
- 3 июня
  - В Словении состоялись досрочные парламентские выборы, на которых победила оппозиционная Словенская демократическая партия[12].
- 4 июня
  - Корпорация Microsoft купила сервис GitHub за $7,5 млрд[13].
  - В Молдавии, по решению Конституционного суда русский язык лишился статуса языка межнационального общения[14].
  - Президент России Владимир Путин подписал закон об антисанкциях — «О мерах воздействия (противодействия) на недружественные действия Соединенных Штатов Америки и (или) иных иностранных государств»[15].
  - В Сан-Хосе Калифорнии компания Apple презентовала новую операционную систему iOS 12[16].
  - Запущена в эксплуатацию первая в Москве цифровая подстанция «Медведевская» мощностью 160 МВА, предназначенная для электроснабжения объектов, расположенных на территории инновационного центра «Сколково».[17]
- 5 июня
  - Из тюрьмы в нигерийском городе Минна, сбежали около 200 заключенных, 30 из которых уже смогли вернуть[18].
- 6 июня
  - Число жертв извержения вулкана Фуэго в Гватемале достигло 75 человек, ещё около 200 числятся пропавшими без вести[19].
  - Совет безопасности ООН принял заявление по ситуации Донбасса в Украине и осудил нарушение режима прекращения огня[20].
  - Педро Санчес сформировал в Испании правительство меньшинства, из 18 членов которого 11 постов заняли женщины.[21]
  - Североатлантический альянс отклонил запрос Катара стать полноценным членом организации[22].
  - Премия Кавли была вручена разработчикам технологии CRISPR-Cas9[23].
- 7 июня
  - Барбадос объявил о техническом дефолте по купону еврооблигаций с погашением в 2035 году. Standard & Poor’s понизил долгосрочный кредитный рейтинг Барбадоса до SD[24].

- 8 июня
  - Введён в строй самый мощный суперкомпьютер Summit производительностью 200 петафлопс[25].
  - Обыграв в финале «Вегас Голден Найтс» в пяти матчах, «Вашингтон Кэпиталз» впервые стал обладателем Кубка Стэнли[26].
  - В Канаде, в Ла-Мальбе начал работу саммит лидеров стран «Большой семёрки»[27].
  - В израильском городе Тель-Авиве прошёл 20-й по счету и самый большой гей-парад под названием «парад гордости», в котором участвовали более 250 000 человек[28].
- 9 июня
  - В Стокгольме состоялись похороны шведского диджея Avicii через два месяца после его смерти[29].
- 10 июня
  - Главный приз 29-го Открытого российского кинофестиваля «Кинотавр» достался фильму Наталии Мещаниновой «Сердце мира»[30].
  - Крупнейшая в мире правозащитная премия Аврора присуждена юристу Чжо Ла Ауну за защиту прав проживающего в Мьянме мусульманского народа рохинджа, в течение десятков лет подвергающегося преследованию[31].
- 12 июня
  - Состоялась встреча лидеров США и Северной Кореи. Стороны подписали документ, содержание которого пока не раскрывается[32].
  - Премьер-министр Греции Алексис Ципрас и премьер-министр Республики Македонии Зоран Заев достигли соглашения о переименовании Бывшей югославской республики Македония в Республику Северная Македония[33].
  - В турецком Эскишехире состоялась церемония открытия Трансанатолийского газопровода (TANAP), который является частью Южного газового коридора[34].
  - Палата общин парламента Великобритании утвердила план по выходу страны из Европейского союза[35].
- 13 июня
  - На 68-м конгрессе Международной федерации футбола (ФИФА) в Москве принято решение, что Чемпионат мира по футболу 2026 года примут сразу три страны — США, Канада и Мексика[36].
  - Генеральная Ассамблея ООН избрала Украину в состав экономического и социального совета ООН (ЭКОСОР) на период 2019-2021 годов[37].
  - Премьер-министр Грузии Георгий Квирикашвили ушёл в отставку, причиной отметив «расхождения с правящей грузинской партией»[38].
  - Президент РФ Владимир Путин утвердил новый состав президентской администрации[39]. Главой администрации переназначен Антон Вайно[40].
  - В Скопье, столице Македонии, у здания парламента прошла акция протеста против переименования страны в Северную Македонию[41].
- 14 июня
  - Правительство России объявило о предложении повысить ставку налога на добавленную стоимость с 18 % до 20 %.[42]
  - Премьер-министр России Дмитрий Медведев предложил ввести переходный период для проведения пенсионной реформы в России, которая предусматривает пошаговое повышение пенсионного возраста для женщин до 63 лет к 2034 году, а для мужчин — до 65 лет к 2028 году.[43]
  - В России состоялась церемония открытия чемпионата мира 2018 года по футболу[44].
  - Футболисты сборной России одержали победу над сборной Саудовской Аравии в матче открытия чемпионата мира 2018 со счетом 5:0.[45]
  - Арабская коалиция, возглавляемая Саудовской Аравией, захватила район аль-Дурайхими к югу от йеменского города Ходейда[46].
- 15 июня
  - Сборная Испании сыграла вничью с португальцами со счетом 3:3 в матче группового этапа чемпионата мира по футболу на стадионе «Фишт» в Сочи. Все три гола за сборную Португалии забил нападающий Криштиану Роналду, став первым игроком в истории, кто отличился на восьми крупных международных турнирах подряд (чемпионаты мира и Европы).[47]
  - Учёные впервые зафиксировали выброс материи из чёрной дыры, которая поглотила звезду из галактики Arp 299[48][49][50].
- 17 июня
  - По сообщениям СМИ международная финско-российская команда обнаружила на дне Финского залива один из легендарных кораблей русского флота — эскадренный миноносец «Новик», затонувший 28 августа 1941 года в ходе Таллинского перехода[51].
  - Премьеры Греции и Македонии подписали соглашение о переименовании Республики Македония в Республику Северная Македония[52].
- 18 июня
  - Президент США Дональд Трамп распорядился преобразовать космические силы США в отдельный шестой вид войск[53].
  - В американском штате Флорида в возрасте 20 лет застрелен рэпер Джасей Онфрой, известный под псевдонимом XXXTentacion[54].
  - На втором туре президентских выборов в Колумбии побеждает кандидат от партии «Демократический центр» Иван Дуке[55].
- 19 июня
  - В Казахстане городу Шымкент придан статус республиканского значения. Областной центр перенесен в город Туркестан[56].
  - Сенат Канады легализовал употребление марихуаны[57].
  - В Калифорнии в возрасте 46 лет умерла горилла Коко, владевшая языком жестов[58].
- 20 июня
  - Постпред США при ООН Никки Хейли заявила, что США официально выходят из Совета ООН по правам человека[59].
- 21 июня
  - Сейм Латвии запретил обучение на русском языке в частных высших учебных заведениях и колледжах[60].
  - Государственная дума приравняла один день в следственном изоляторе к полутора дням в колонии[61].
- 23 июня
  - Верховный суд США запретил АНБ собирать данные о местонахождении владельцев сотовых телефонов без ордера[62].
- 24 июня
  - В Саудовской Аравии вступил в силу указ короля, разрешающий женщинам водить автомобили, в связи с чем саудовские женщины массово выехали на своих автомобилях на улицы городов королевства[63].
  - Лидеры 16 стран Европейского союза собрались в Брюсселе для неофициального совещания по вопросам миграции и предоставления убежища[64].
  - В Турции состоялись голосования на президентских выборах и выборах в парламент 27-го созыва[65].
  - На президентских выборах в Турции победил Реджеп Эрдоган[66].
- 25 июня
  - Открывается летняя сессия Парламентской ассамблеи Совета Европы[67].
  - Биотехнологи США создали первые инсулиновые таблетки[68].
- 26 июня
  - Люблинский суд Москвы обязал Алексея Навального опровергнуть его заявления о подкупе бизнесменом Михаилом Прохоровым бывшего вице-премьера Александра Хлопонина и выплатить Прохорову один рубль в качестве компенсации[69].
  - Верхняя палата парламента Нидерландов одобрила запрет ношения в общественных местах предметов мусульманской одежды, в случае если они скрывают лицо. Под запрет попали паранджа, чадра и бурка, но не хиджаб[70].
- 27 июня
  - UC Rusal Олега Дерипаски выиграла суд против Whiteleave Владимира Потанина и Crispian Романа Абрамовича, тем самым аннулировав сделку по продаже 2,1 % акций горно-металлургической компании «Норникель»[71].
  - Анджей Дуда подписал закон об отмене уголовной ответственности за обвинения Польши и её народа в преступлениях Холокоста[72].
  - Карен Шахназаров стал кавалером французского ордена Искусств и литературы[73].
  - В мексиканском городе Ураупан задержан Эдуардо Равело, который включён ФБР в список 10 самых разыскиваемых преступников[74].
  - Японский космический зонд «Хаябуса-2» долетел до астероида Рюгу, чтобы собрать образцы, которые могут дать подсказки о рождении Солнечной системы и происхождении жизни[75].
- 28 июня
  - ЦБ обязал банки и операторов платёжных систем сообщать о хакерских атаках в ФинЦЕРТ[76].
  - Владимир Путин подписал закон, дающий право банкам блокировать карты при подозрении в краже средств[77].
  - В Кремле и Белом доме объявили о том, что Владимир Путин и Дональд Трамп встретятся 16 июля в Хельсинки[78].
  - Дмитрий Медведев объявил о том, что переход на электронные трудовые книжки в России начнётся с 1 января 2020 года[79].
  - Тбилисский городской суд заочно приговорил Михаила Саакашвили к шести годам лишения свободы за нападение на депутата грузинского парламента Валерия Гелашвили[80].
  - Правительство РФ обязало провайдеров хранить сетевой трафик в течение шести месяцев[81].
  - Петрозаводский городской суд арестовал на два месяца главу карельского отделения общества «Мемориал» Юрия Дмитриева по делу о насильственных действиях сексуального характера в отношении приёмной дочери[82].
  - Компании Apple и Samsung урегулировали семилетний патентный спор о плагиате дизайна iPhone[83].
  - Впервые в истории Нидерландов мэром Амстердама стала женщина. На должность была назначена бывший лидер партии «GroenLinks» Фемке Халсема[84].
  - В Брюсселе начал работу двухдневный саммит лидеров стран — членов ЕС[85].
  - В Конгресс США внесён законопроект о принятии в состав государства на правах 51-го штата острова Пуэрто-Рико[86].
  - Первая в мире коммерческая сеть 5G запущена в Финляндии сотовым оператором Elisa Oyj[87].
- 29 июня
  - Олег Навальный, брат Алексея Навального, осуждённый по делу «Ив Роше», вышел из колонии[88].
  - Владимир Путин наградил актёров Инну Чурикову и Александра Збруева орденами «За заслуги перед Отечеством» первой и второй степени соответственно за большой вклад в развитие отечественной культуры и искусства[89].
  - Журнал Rolling Stone составил список 100 лучших песен XXI века. Лучшей песней века оказалась Crazy in Love американской певицы Бейонсе[90].
  - В Турции по обвинению в «пособничеству терроризму» арестован член Великого национального собрания от оппозиционной республиканской народной партии Эрен Эрдем, ранее обвинявший правительство в связях с ИГ[91]..
- 30 июня
  - Конституционный суд Австрии узаконил внесение пункта «третий пол» при подаче документов в ЗАГС интерсексуалами[92].
  - ЛНР открыла представительство в итальянском городе Мессина[93].